# Natuurbescherming

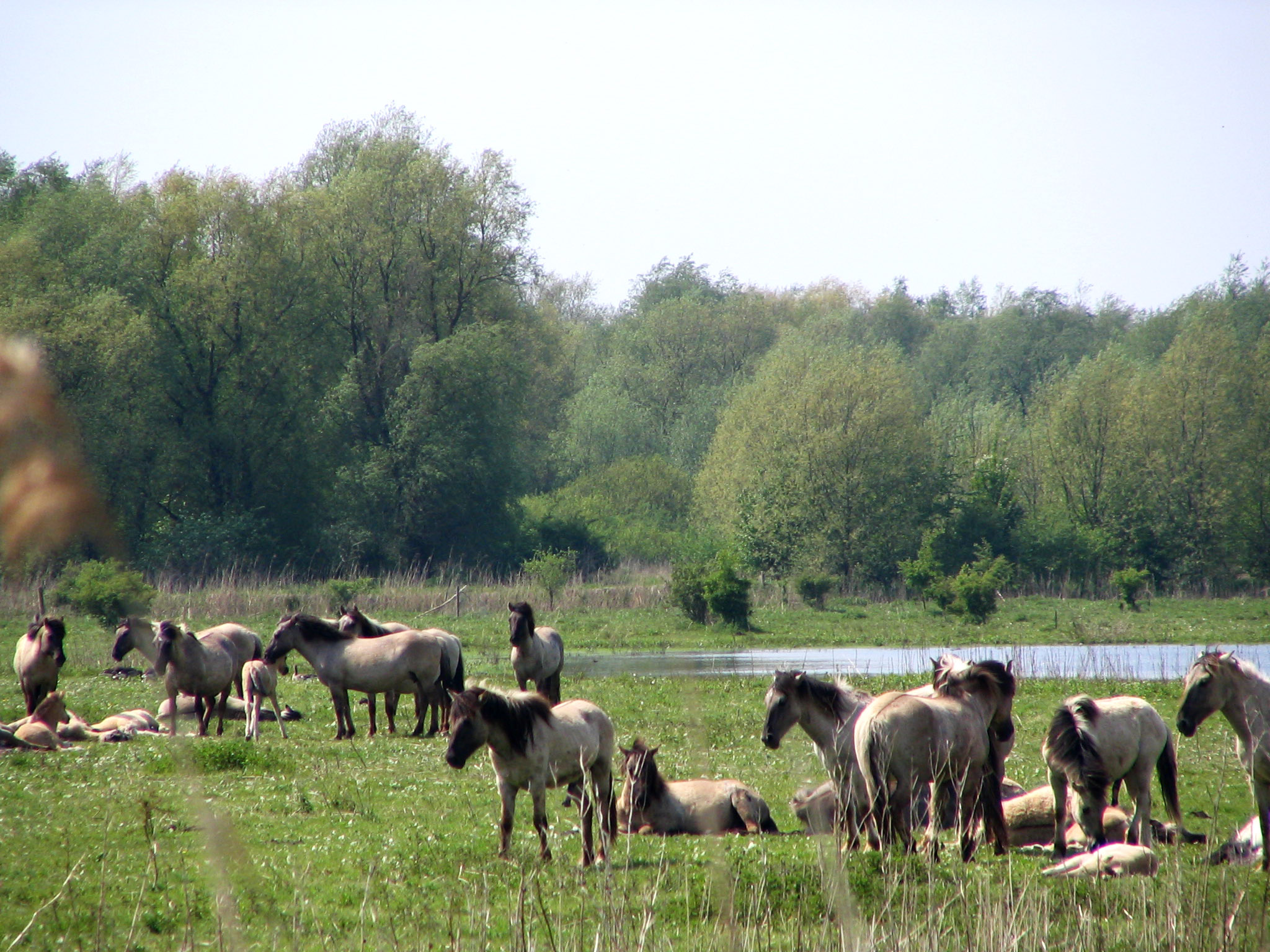
Konikpaarden in de Oostvaardersplassen

 Onder natuurbescherming verstaat men het beschermen van bepaalde elementen van de natuur, in het bijzonder cultuurhistorisch belangrijke of oorspronkelijke landschappen, bedreigde levensgemeenschappen, dier- en plantensoorten, biodiversiteit en natuurlijke hulpbronnen. Ook het tegengaan van bedreigingen en terugbrengen van een situatie in een oudere (oorspronkelijke) staat rekent men ertoe. Natuurbescherming in zijn moderne westerse vorm bestaat ongeveer 150 jaar. Milieu-organisaties en dierenbeschermingsorganisaties rekent men meestal niet tot natuurbescherming, maar de grenzen zijn niet altijd scherp.

## Benaderingen en betrokkenen
Tot natuurbescherming rekent men een grote en gevarieerde hoeveelheid aan maatregelen, overwegingen, visies en spelers.
Natuurbescherming vanuit de overheid gebeurt via wetten, inclusief internationale verdragen, economisch prikkels (subsidies, boetes), voorlichting (zoals keurmerken, lesmateriaal en bezoekerscentra), overleg met betrokkenen, het stichten en beheren van natuurreservaten en ondersteunend onderzoek.
Aan natuurbescherming liggen uiteenlopende overwegingen ten grondslag: economisch, esthetisch, ethisch, historisch, religieus, sociaal, wetenschappelijk e.a. Bij natuurbescherming spelen naast de overheid, particuliere organisaties een essentiële rol. In de lage landen zijn bekende organisaties het Wereld Natuur Fonds, Greenpeace, Natuurmonumenten (in Nederland) en Natuurpunt (in Vlaanderen). Zij voeren actie, beheren gebieden, kopen gebieden aan, werken samen met anderen, geven voorlichting en onderwijs en verrichten onderzoek. Daarnaast beheren particuliere landgoed- en boseigenaren natuurterreinen of daarmee verbonden organisaties, zoals de bosgroepen, die in Nederland 400.000 ha en in Vlaanderen 50.000 ha beheren. 
Over de precieze betekenis van natuur en de redenen om natuur te beschermen bestaan verschillende opvattingen. De meningen verschillen eveneens over de vraag welke natuur er nu precies beschermd moet worden en op welke manier. Sommigen vinden dat zeldzame natuur actief beheerd moet worden, maar anderen vinden juist dat de mens helemaal met zijn handen van de natuur af moet blijven. Weer anderen bepleiten oogst uit de natuur, zij het binnen zekere grenzen.
Wanneer de ideeën binnen de natuurbeschermingsbeweging gesystematiseerd worden, blijken er drie belangrijke visies te bestaan:
- Het herstellen of reconstrueren van zelfregulerende oernatuur, ook wel wildernis genoemd. In Nederland heet dit wel de natuurontwikkelingsvisie of wildernisnatuurvisie.
- Het bewaren van oude cultuurlandschappen die dateren uit een tijd dat de menselijke invloed minder verstrekkend was en daarbij belangrijk natuurlijke en/of esthetische kwaliteiten hebben. Deze visie wordt in Nederland de klassieke natuurbeschermingsvisie of arcadische natuurvisie genoemd
- Het zoeken naar wegen om het huidige menselijk handelen zo vorm te geven dat er mogelijkheden bestaan of ontstaan voor natuur die past bij een moderne samenleving. Gebruik van natuur is vanzelfsprekend. Deze visie wordt in Nederland de functionele natuurvisie genoemd.

Tussen de aanhangers van de verschillende visies is veel en hartstochtelijk gediscussieerd.

## Geschiedenis

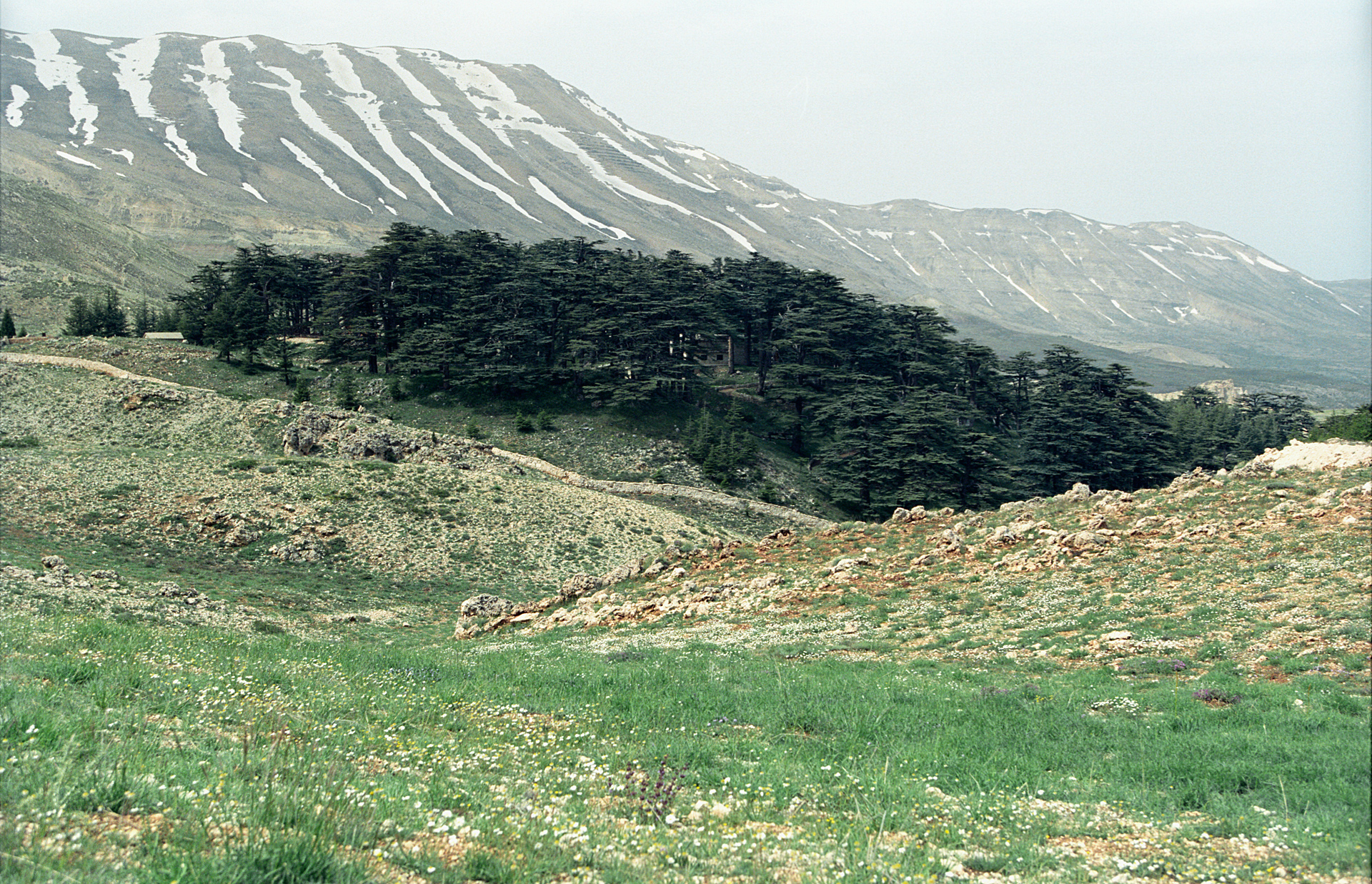
De Libanonceders op de berg Libanon werden reeds in de 2e eeuw na Chr. beschermd.

Er  zijn verschillende voorbeelden van vroege vormen van natuurbehoud. Zoals de bescherming van de Libanoncederwouden op de berg Libanon, waartoe de Romeinse keizer Hadrianus in de 2e eeuw na Chr. besloot nadat dit bos bijna verdwenen was. Het woud werd keizerlijk domein en omheind met grenspalen. Ook later zijn dergelijke relatief kleinschalige maatregelen getroffen. Zo stichtte de Indische goeroe Jambheshwar in de 15e eeuw het bishnoïsme, een hindoeïstische stroming die streeft naar natuurbehoud en bescherming voor alle levensvormen.
Het idee van natuurbescherming in de moderne zin ontstond in de Verenigde Staten. Na de publicatie van George Perkins Marsh' Man and Nature in 1864 werden er plannen gemaakt om ongerepte - of ongerept geachte - gebieden tot nationaal park te verklaren. In 1870 richtte de Amerikaanse overheid hiervoor een speciaal bureau op en in 1872 werd het eerste nationale park Yellowstone National Park gesticht. De Engelstalige term voor natuurbescherming, conservation ethic, zou zijn gemunt door Gifford Pinchot. 
Europa volgde later met de parken, maar had met de Drachenfels in 1836 al een gebied met een beschermde status vergelijkbaar met die van een natuurmonument. Eveneens in Duitsland werd in 1870 het woord Naturschutz voor het eerst gebruikt door de musicus Rudorff, die leider werd van de Heimatschutz-beweging. De botanicus Conwentz en pedagoog-politicus Wetekamp werkten deze ideeën verder uit in pleidooien voor Naturdenkmäler rond 1900. Omstreeks de eeuwwisseling werden de eerste Europese nationale parken gesticht in Zweden.

## Natuurbescherming in Nederland
In Nederland werd het eerste natuurreservaat gesticht in 1906. Het Naardermeer werd na een actie van onder anderen Heimans en Thijsse aangekocht. Het leidde gelijk tot de oprichting van de Vereniging Natuurmonumenten (let op de overeenkomst met het Duitse woord Naturdenkmäler). De vereniging was de eerste terreinbeherende natuurbeschermingsorganisatie. Heimans en Thijsse c.s. zagen de oprukkende verstedelijking en de rationalisatie van de landbouw als de voornaamste oorzaken van de aantasting en de verdwijning van natuurgebieden. Om deze ontwikkeling tegen te gaan, hielden ze zich met name bezig met het aankopen en beschermen van natuurgebieden.
Vanuit de Vereniging Natuurmonumenten, zijn er in Nederland rond 1930 ook regionaal werkende organisaties ontstaan, met name de Provinciale Landschappen. De verenigingen kenmerkten zich aanvankelijk door een apolitiek en elitair karakter en waren nauwelijks gericht op het beïnvloeden van het overheidsbeleid. Nog steeds laten de meeste Nederlandse terreinbeherende natuurbeschermingsorganisaties zich maar weinig in met politiek gevoelige onderwerpen, Natuurmonumenten vaker dan de Provinciale Landschappen en het Staatsbosbeheer maar zelden.

### Terreinbeheer
Op het gebied van het beheren van natuurreservaten zijn de volgende organisaties van groot belang. Samen beheren ze bijna al het Nederlands natuurgebied:
StaatsbosbeheerEind 19e eeuw opgericht door de Nederlandse Staat voor het aanplanten en onderhouden van bossen voor houtproductie. Dit gebeurde destijds voor een belangrijk deel op ontgonnen heidevelden. Ook in duingebieden werden bossen aangelegd. Sinds het begin van de twintigste eeuw heeft Staatsbosbeheer ook natuurreservaten: het eerste was de Muy op Texel. Aangezien bossen bij veel mensen een natuurervaring oproepen is het beschermen van natuur door een bosbouwer niet zo'n onlogische stap. Momenteel heeft Staatsbosbeheer het grootste areaal natuurterrein.
Vereniging NatuurmonumentenVan oorsprong een organisatie voor bescherming van natuur, maar ook de oudste particuliere beheerder van natuurterreinen.
Provinciale LandschappenEen samenwerkingsverband van particuliere natuurterreinbeherende instanties op provinciaal niveau. Elke provincie heeft haar eigen "landschap." Ze zijn voornamelijk opgericht in de jaren '20 en de jaren 30 van de 20e eeuw, toen de ontginningen een hoge vlucht begonnen te nemen en er veel gebieden "veiliggesteld" moesten worden. Veelal heeft Natuurmonumenten een belangrijke bijdrage gehad in de oprichting ervan. De provinciale landschappen zijn als rechtspersoon een stichting, met uitzondering van It Fryske Gea, dat een vereniging is. Stichting De12Landschappen is de tweede grootste natuurbeheerder in Nederland (na Staatsbosbeheer).
DrinkwaterbedrijvenHet areaal aan waterwingebieden en grondwaterbeschermingsgebieden in Nederland bedraagt 122.000 hectare. De waterbedrijven hebben 21.000 hectare natuurgebied in eigen beheer en zijn daarmee de vierde natuurbeheerder van het land. Dunea, Waternet en PWN gebruiken de duinen langs de Noordzeekust voor infiltratie van water voor de drinkwaterproductie. De waarde van deze grote duingebieden is zo groot dat het overgrote deel daarvan ook als beschermd Natura 2000-gebied is aangewezen. Waterwinning en natuur gaan hier hand in hand.

### Soorten en studie
Diverse natuurorganisaties zetten zich in voor bepaalde soorten dieren of planten en verrichten vaak ook onderzoek. De belangrijkste organisaties op dit punt zijn:
- Bryologische en Lichenologische Werkgroep
- Das & Boom
- De Vlinderstichting
- EIS Kenniscentrum Insecten en andere ongewervelden
- Floron (Stichting Floristisch Onderzoek Nederland)
- Nederlandse Mycologische vereniging
- Reptielen Amfibieën Vissen Onderzoek Nederland (RAVON)
- Sovon Vogelonderzoek Nederland (SOVON)
- Stichting ANEMOON
- Stichting TINEA
- Vogelbescherming Nederland
- Zoogdiervereniging VZZ

### Natuur en milieu
Verscheidene organisaties hebben natuur en milieu in het algemeen als werkterrein, al dan niet in bepaalde regio's. Hun activiteiten vallen deels direct, deels indirect onder natuurbescherming. Direct, waar zij zich inzetten voor het behoud van natuurgebieden (bijvoorbeeld oerbossen, heidegronden, of groen, dat dreigt te moeten wijken voor "ontwikkeling") en indirect, waar zij zich inzetten voor het leefmilieu; (zure regen bijvoorbeeld, tast ook natuurlandschappen aan). De bekendste in Nederland zijn:
- Milieudefensie
- Stichting Natuur en Milieu
- de Provinciale Milieufederaties
- De Waddenvereniging

### Natuur- en milieueducatie (NME)
Landelijke organisaties die zich bezighouden met natuur(beschermings)- en milieueducatie zijn IVN (voorheen Instituut voor Natuurbeschermingseducatie), SME en Stichting Veldwerk en de KNNV (Vereniging voor Veldbiologie); daarnaast zijn er vele lokale natuur- en milieueducatieve of NME-centra.

### Overheidsbeleid in Nederland
Het natuurbeleid van de Nederlandse nationale overheid wordt gemaakt door het Ministerie van Landbouw, Natuur en Voedselkwaliteit. Een belangrijke pijler van dit beleid was De Ecologische Hoofdstructuur (EHS), die volgens de oorspronkelijke plannen uiteindelijk ruim 700.000 ha zou moeten omvatten, oftewel een uitbreiding van het areaal natuurgebied met ongeveer 50%.
De Ecologische Hoofdstructuur bestaat uit een netwerk van met elkaar verbonden natuurgebieden. De bedoeling is dat door die aaneenkoppeling van natuurgebieden de versplinterde leefgebieden zich aaneensluiten waardoor soorten zich kunnen verspreiden.
Binnen de EHS wordt onderscheid gemaakt tussen:
- Kerngebieden: Belangrijke grote natuurreservaten
- Natuurontwikkelingsgebieden: Gebieden waar de kwaliteit van natuur in eerste instantie vrij gering was, maar waar door een herinrichting en/of ander beheer deze vergroot moeten worden.
- Verbindingszones: Gebieden die verschillende eenheden van de EHS met elkaar verbinden. Het kunnen in principe ook beken, oevers van beken of andere lintvormige landschapselementen zijn.

De uitvoering van de EHS is gedecentraliseerd en toebedeeld aan de provincies. Zij hebben (soms) een eigen variant gemaakt: de Provinciale Ecologische Hoofdstructuur (PEHS).
Sinds 2013 gaat het beleid voor de ecologische hoofdstructuur verder onder de naam Natuurnetwerk Nederland.
De wettelijke basis voor natuurbescherming in Nederland vormt sinds 2017 de Wet natuurbescherming, die de voormalige Natuurbeschermingswet, de Flora- en faunawet en de Boswet vervangt.
Nederland geeft de laatste decennia gemiddeld 0,1% van het bnp uit aan natuurbescherming. De langzame groei van het budget is alleen gedurende de economische crises in 1981 en 2011 onderbroken door forse bezuinigingen. De in 2011 aangekondigde zeer forse bezuinigingen die een trendbreuk zouden betekenen gaan volgens het Stabiliteitsprogramma Nederland 2012 gedeeltelijk niet door.

## Natuurbescherming in België
In België werden in de eerste decennia van de twintigste eeuw de eerste natuurbeschermingsorganisaties opgericht, zoals de Vereniging voor Natuur- en Stedenschoon (1910), later gevolgd door De Wielewaal (1933) en de vereniging Belgische Vogelreservaten (1951), later omgedoopt naar Belgische Natuur- en Vogelreservaten (BNVR). In het Franstalige deel van België bestonden soortgelijke organisaties, bijvoorbeeld de Ligue pour la protection des Oiseaux.

### Terreinbeheer
Op het gebied van het beheer van Natuurreservaten in Vlaanderen is de organisatie Natuurpunt de belangrijkste particuliere instantie, voortgekomen uit de BNVR en De Wielewaal. Voorts zijn in Vlaanderen actief: Natuur 2000, Limburgs Landschap vzw, Kempens Landschap vzw en vzw Durme. Vanwege de overheid is het Agentschap voor Natuur en Bos actief als terreinbeheerder. In Wallonië en Brussel is er Natagora.

### Soorten en studie
Sommige organisaties zetten zich in voor bepaalde (groepen) soorten dieren of verrichten veel veldonderzoek. Voorbeelden zijn Vogelbescherming Vlaanderen vzw en de Jeugdbond voor Natuur en Milieu (JNM).

### Natuur en milieu
Van de organisaties die zich meer in het algemeen inzetten voor natuur en milieu, al dan niet in bepaalde regio's, is de bekendste in België:
- Bond Beter Leefmilieu (BBL)/ Inter-Environment Wallonië.

### Natuur- en milieueducatie (NME)
Bepaalde landelijke en gewestelijke organisaties concentreren zich helemaal op natuur(beschermings)- en milieueducatie, zoals het Centrum voor Natuur- en Milieueducatie (CVN).

### Overheidsbeleid in België
Het beleid van de Belgische nationale overheid is voor een groot deel gedelegeerd naar de gewesten. In Vlaanderen is hiervoor het Agentschap voor Natuur en Bos (onderdeel van het Ministerie van Leefmilieu, Natuur en Energie) verantwoordelijk.
Een van de belangrijkste pijlers van dit beleid is het Vlaams Ecologisch Netwerk dat sterk lijkt op de Nederlandse Ecologische Hoofdstructuur. Het Vlaams Ecologisch Netwerk moet uiteindelijk ongeveer 85.000 ha groot worden.
De wettelijke basis voor natuurbescherming in Vlaanderen wordt gevormd door onder meer de Natuurbehoudswet en het Natuurdecreet.

## Natuurbescherming in Europa
Ook de Europese Unie heeft een natuurbeschermingsbeleid. Centraal staan daarin de Vogelrichtlijn en Habitatrichtlijn. Beide richtlijnen beogen een aantal nader omschreven soorten en hun leefomgeving te beschermen, zowel natuurlijke als half-natuurlijke gebieden. De Vogelrichtlijn richt zich uiteraard op vogels, de Habitatrichtlijn op andere soorten.
Natura 2000 heeft ten doel het tot stand brengen van een samenhangend internationaal stelsel van natuurgebieden op basis van de Vogel- en de Habitatrichtlijn.
Op Europees niveau zijn ook nationaal georganiseerde natuurbeschermingsorganisaties actief. Zij werken hierbij vaak samen in voor dit niveau speciaal opgerichte samenwerkingsverbanden. Zo werken terreinbeherende organisaties samen in Eurosites en werken organisaties die actief zijn in het onderzoek naar en bescherming van de wilde flora binnen de Europese Unie samen in Planta Europa.

## Natuurbescherming in landen buiten Europa
Vogelbescherming en plantenbescherming zijn vermoedelijk de belangrijkste en oudste thema's voor natuurbescherming. Die in Europa verwante natuurbescherming heeft zich ook in de voormalige Europese koloniën ontwikkeld, in het bijzonder binnen het Britse Gemenebest.
Hier volgen een paar voorbeelden van organisaties op het gebied van plantenbescherming of vogelbescherming in enkele grotere Engelstalige landen.
- Australië:
  - Australian Network for Plant Conservation; richt zich op oorspronkelijk inheemse planten.
  - Birds Australia, opgericht in 1901, 8000 leden, richt zich o.a. op bescherming wilde vogels.
- Canada:
  - Birds Canada, opgericht in 1960, 6200 leden, richt zich o.a. op bescherming wilde vogels.
  - Canadian Botanical Conservation Network (CBCN); richt zich op zeldzame en bedreigde inheemse plantensoorten en hun leefgebieden.

- Verenigde Staten:
  - Plant Conservation Alliance (PCA); richt zich op oorspronkelijk inheemse plantensoorten.
  - Audubon, opgericht in 1905, 550.000 leden, richt zich op vogelbescherming in de VS.

## Internationale organisatie(s)
Internationaal wordt binnen het verband van de Verenigde Naties sinds 1972 vormgegeven aan natuurbescherming met het United Nations Environment Programme (UNEP; "Milieuprogramma van de Verenigde Naties"). Eerder waren in de loop van de 20e eeuw al verschillende verdragen afgesloten die moeten bijdragen tot bescherming van dier- en plantensoorten of verbetering van het milieu.
In 2003 bracht de VN voor het eerst een alomvattend overzicht uit van alle beschermde gebieden in de wereld. In de lijst staan ruim 100.000 natuurgebieden met een totale oppervlakte van bijna 19 miljoen km².
Tegenwoordig vormt het eveneens onder de hoede van de VN gesloten Biodiversiteitsverdrag van Rio de Janeiro (Het Verdrag inzake Biologische Diversiteit) uit 1992 een belangrijk kader, ook voor het beleid van België en Nederland.
Een zeer grote rol wordt echter gespeeld door niet-gouvernementele organisaties (ngo's). Enkele belangrijke hiervan zijn:
- BirdLife International, een wereldwijd samenwerkingsverband van vogel- en natuurbeschermingsorganisaties met Vogelbescherming Nederland als Nederlandse partner. BirdLife International komt op voor de bescherming van vogels en hun leefgebieden en is actief in meer dan 100 landen. De organisatie is met meer dan 1 miljoen ha natuurgebied in beheer en ruim 10 miljoen leden en aanhangers een van de grootste natuurbeschermingsorganisaties ter wereld.
- Botanic Gardens Conservation International
- Conservation International, in de VS gevestigd en opgericht in 1987. In meer dan 40 landen actief.
- Greenpeace
- International Union for Conservation of Nature and Natural Resources (IUCN)
- International Fund for Animal Welfare
- Millennium Seed Bank Project
- Smithsonian Tropical Research Institute
- The Nature Conservancy, een grote internationale, in de VS gevestigde organisatie (1951), die meer dan 1 miljoen ha natuur beheert. Heeft ruim 1 miljoen leden en is in ruim 30 landen actief.
- World Network of Biosphere Reserves
- World Wildlife Fund (WWF), in Nederland het Wereld Natuur Fonds (WNF) genoemd, opgericht in 1961. WWF is actief in meer dan 60 landen en telt ongeveer vijf miljoen donateurs.